# یورگ هایدر
یورگ هایدر (انگلیسی: Jörg Haider؛ زاده ۲۶ ژانویهٔ ۱۹۵۰ درگذشته ۱۱ اکتبر ۲۰۰۸) یک سیاست‌مدار اهل اتریش بود.
او دو بار فرماندار کارنیتیا شد. هایدر رهبر بلندپرواز حزب آزادی اتریش (FPÖ) و بعد از آن رئیس اتحاد آیندهٔ اتریش (BZÖ) که یک حزب جدا از FPÖ است، بود.
هایدر چهره ستیزه‌جویی در میان اتریشی‌ها و خارجیان داشت. چندین کشور اعمال تحریم‌های دیپلماتیک ملایم را علیه حزب او در دولت در کنار حزب مردم اتریش ولفگانگ شوسل (ÖVP)، از سال ۲۰۰۰ اعمال کردند. هایدر مدت کوتاهی پس از برگزاری انتخابات اتحاد آینده اتریش BZÖ در انتخابات پارلمانی این کشور به طرز مشکوکی در یک تصادف خودرو کشته شد.